# S. Theodore Baskaran
Sundararaj Theodore Baskaran (Dharapuram, 1940) è uno storico del cinema e ambientalista indiano.

## Biografia
Baskaran completò il suo Intermediate al St. Johns College, Palayamkottai e conseguì un BA (Hons) Degree in History presso il Madras Christian College nel 1960.
Lavorò come ricercatore negli archivi di stato del Tamil Nadu per due anni. Si unì al servizio postale indiano nel 1964 come sovrintendente di divisione a Trichy. Servì dunque come "ufficiale speciale per gli sforzi bellici" a Shillong durante la guerra indo-pakistana del 1971. Prese un congedo di studio nel 1974 per fare ricerche sulla storia del cinema Tamil grazie a una borsa di studio del Council of Historical Research. Alla fine si ritirò come capo delle poste generali del Tamil Nadu.
Baskaran pubblicò il suo primo articolo sul cinema nel 1972 sul documentario di Chidananda Dasgupta The Dance of Shiva. Incoraggiato dal suo amico Charles A. Ryerson, decise di continuare le sue ricerche sul cinema tamil. Frequentò un corso di Film Appreciation nel 1974 e divenne membro dell'Advisory Board of National Film Archives di Pune. Nel 1976 entrò a far parte della Calcutta Film Society e presentò il suo primo articolo di ricerca intitolato Film Censorship as an Instrument of Political Control in British India all'Indian History Congress all'Aligarh. Questo e altri articoli costituirono il nucleo del suo primo libro The Message Bearers pubblicato nel 1981. Il suo secondo saggio, The Eye of the Serpent (1996), vinse il Golden Lotus (Best Book on Cinema) Award nel 1997. Era un Senior Associate presso l'Istituto Nazionale di Studi Avanzati di Bangalore e tenne conferenze sul cinema in molte università tra cui la Princeton University, l'Australian National University e l'Università di Chicago. Nel 2000 vinse il premio Ki Va Ja assegnato dal Kamban Kazhagam. Fu Hughes Visiting Scholar presso l'Università del Michigan nel 2001 e tenne un corso di studi cinematografici.
Baskaran fu membro della giuria ai National Film Awards del 2003. Nel periodo 1998-2001 era stato direttore della Roja Muthiah Research Library e membro del Consiglio di fondazione della biblioteca. Recitò anche in un ruolo secondario nel film Tamil del 2010 Aval Peyar Thamizharasi.
Baskaran è un appassionato osservatore di uccelli e un naturalista. È un ex guardiano onorario della fauna selvatica e rappresentante dell'India meridionale dell'International Primate Protection League, nonché un fiduciario del WWF India. La sua raccolta di saggi sulla conservazione della natura e della fauna selvatica venne pubblicata come The Dance of the Sarus (Oxford University Press) nel 1999. Egli curò un libro di articoli sulla natura intitolato The Sprint of The Black Buck ; Penguin (2009)

## Opere

### Libri in inglese
- The Message Bearers: The nationalist politics and the entertainment media in South India, 1880–1945, Chennai: Cre-A (1981). Second edition by New Horizon Media.(2009)
- The Eye of the Serpent: An introduction to Tamil cinema, Chennai: East West Books (1996)
- The Dance of the Sarus: Essays of a Wandering Naturalist, Oxford University Press (1999)
- History through the Lens – Perspectives on South Indian Cinema, Hyderabad: Orient Blackswan (2009)
- Sivaji Ganesan: Profile of an Icon, Wisdom Tree, Delhi (2009)
- (ed.) The Sprint of the Black Buck, Penguin (2010)
- The Book of Indian Dogs, Aleph Book Company (2017)

### Libri in tamil
- (ed.) Mazhaikalamum Kuyilosaiyum, Kalachuvadu (2003)
- Em Thamizhar Seidha padam, Uyirmmai Padippagam (2004)
- (ed.) Chitthiram Pesuthadi, Kalachuvadu (2004)
- Tamil Cinemavin Mugangal, Kanmani Veliyeedu (2004)
- Innum Pirakkadha Thalaimuraikkaga,Uyirmmai Padippagam (2006)
- Thamarai Pootha Thadagam,Uyirmmai Padippagam (2005)
- (trans.) Kaanurai Vengai (The way of the Tiger by K. Ullas Karanth), Kalachuvadu (2006)
- Vaanil Parakkum Pullelam, Uyirmmai Padippagam (2012)
- Soppana Vaazhvil Magizhndhe, Kalachuvadu (2014)